# Present (album de Van der Graaf Generator)
Pour les articles homonymes, voir Présent.
Albums de Van der Graaf Generator
Vital
(1978) Real Time
(2007)
Present est le neuvième album studio du groupe de rock progressif britannique Van der Graaf Generator, sorti en 2005. Il marque la reformation du groupe, séparé depuis 1978, dans sa configuration « classique » (Hammill, Evans, Banton, Jackson).
L'album se compose de deux disques, dont le second est entièrement composé d'improvisations en studio.

## Titres

### Disque 1
1. Every Bloody Emperor (Hammill) – 7:03
2. Boleas Panic (Jackson) – 6:50
3. Nutter Alert (Hammill) – 6:11
4. Abandon Ship! (Evans, Hammill) – 5:07
5. In Babelsberg (Hammill) – 5:03
6. On the Beach (Jackson, Hammill) – 6:48

### Disque 2
Toutes ces improvisations sont créditées aux quatre membres du groupe.
1. Vulcan Meld - 7:19
2. Double Bass - 6:34
3. Slo Moves - 6:24
4. Architectural Hair - 8:55
5. Spanner - 5:03
6. Crux - 5:50
7. Manuelle - 7:51
8. 'Eavy Mate - 3:51
9. Homage to Teo - 4:45
10. The Price of Admission - 8:49

## Musiciens
- Peter Hammill : chant, guitare, claviers
- Hugh Banton : orgue
- David Jackson : saxophone, flûte
- Guy Evans : batterie, percussions